# جامع أردستان
جامع أردستان (بالفارسية: مسجد جامع اردستان) هو مسجد تاريخي يعود إلى الدولة السلجوقية، ويقع في أردستان.

## معرض صور

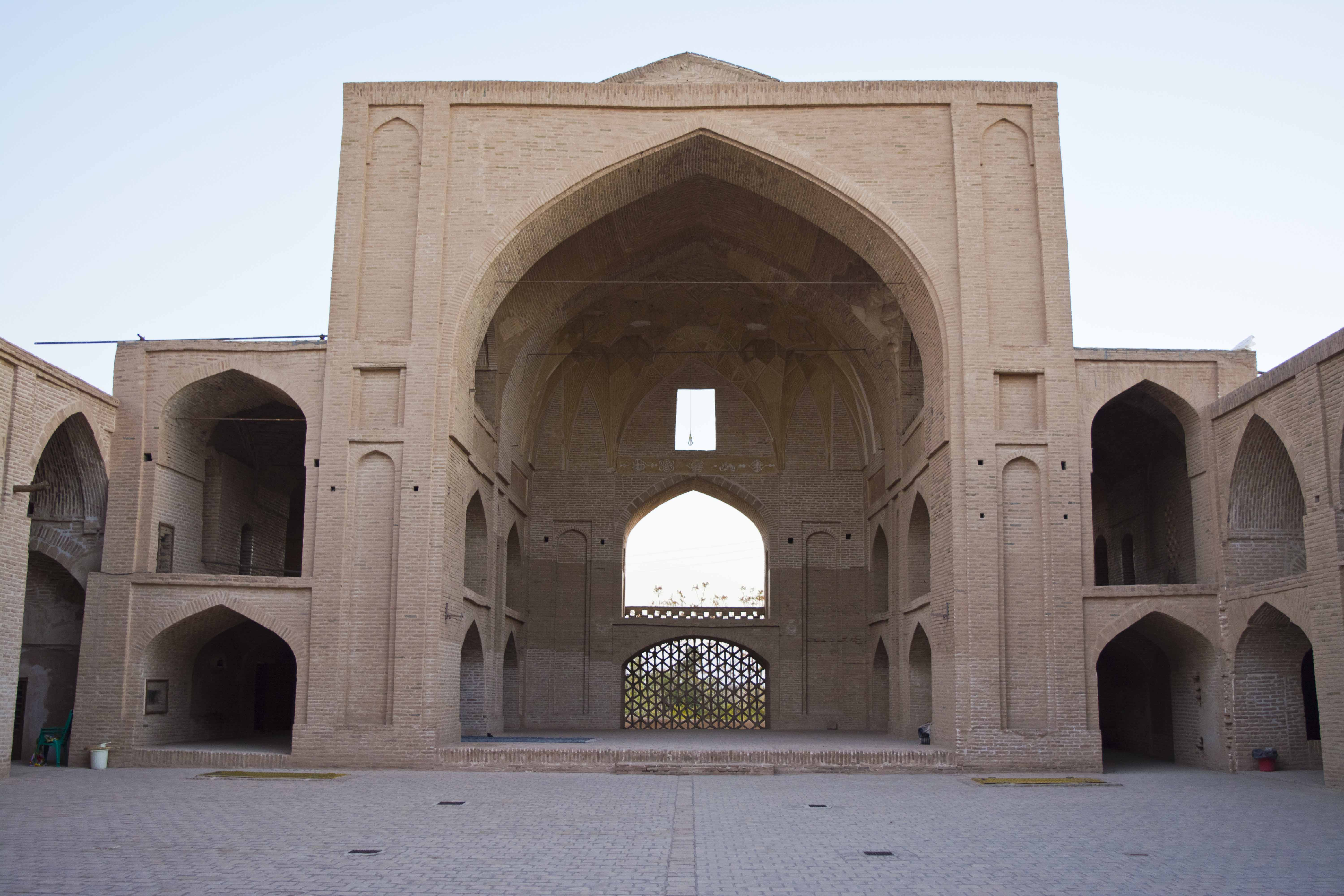
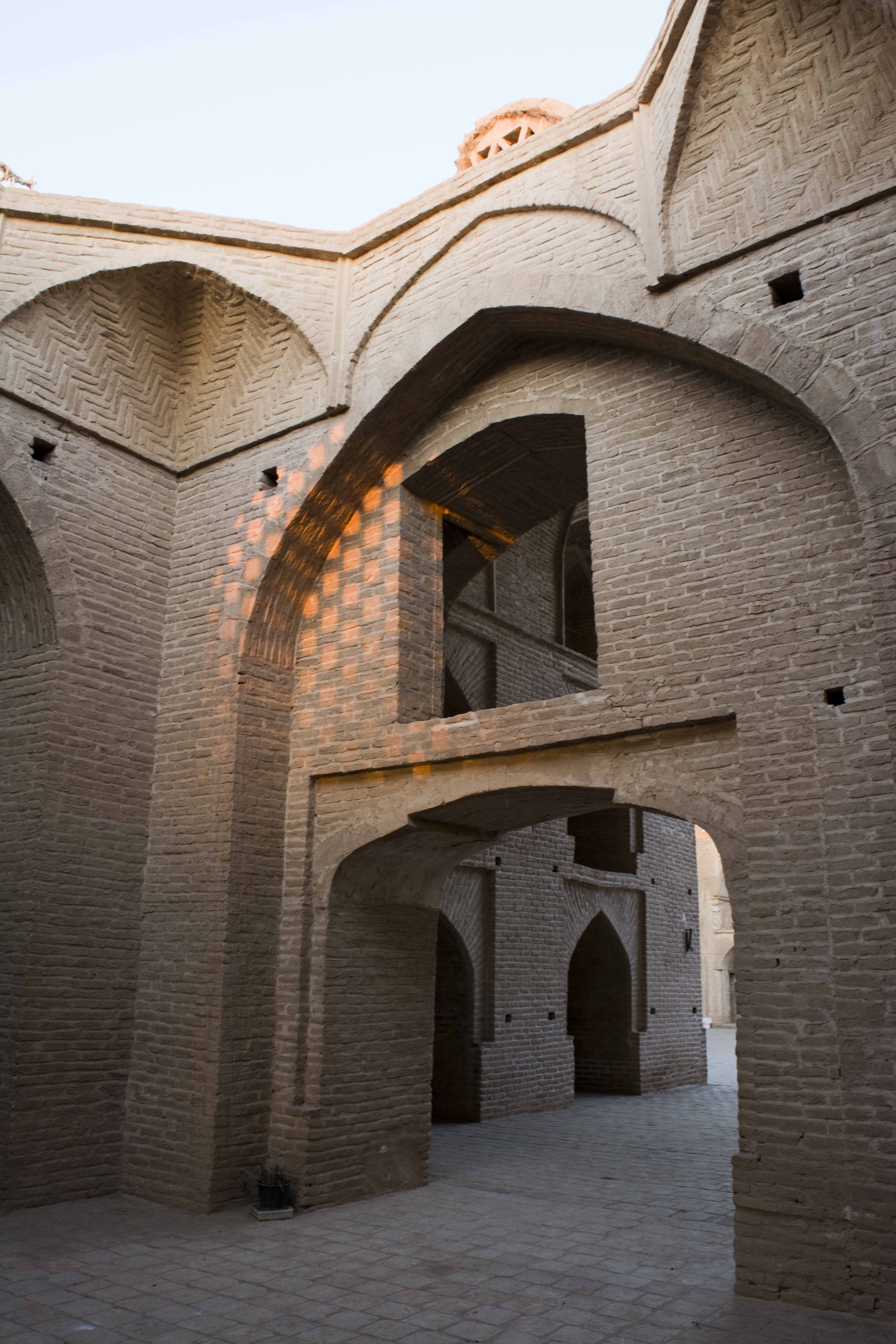
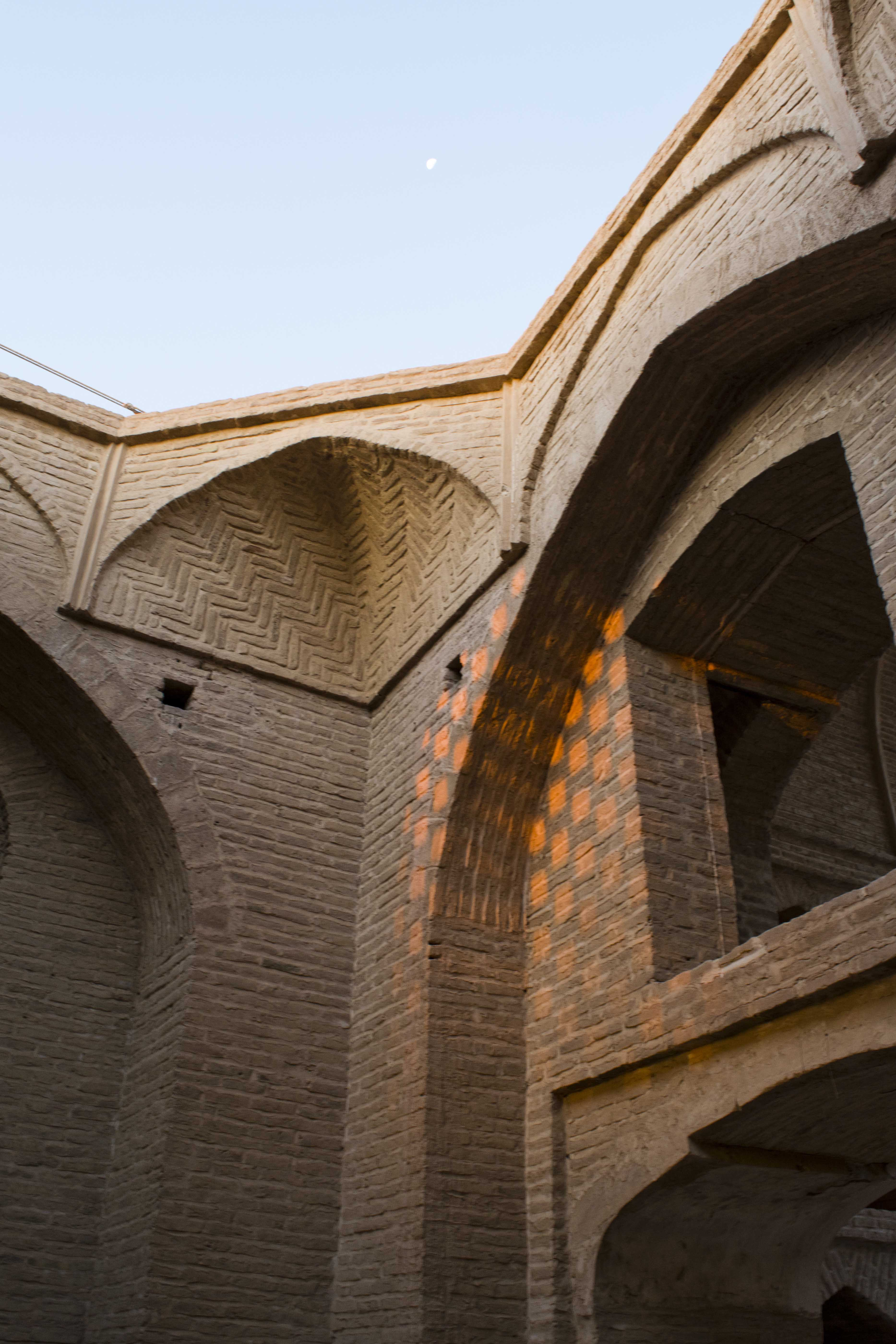